# Hell-Hole-Gorge-Nationalpark
Der Hell-Hole-Gorge-Nationalpark (englisch: Hell Hole Gorge National Park) ist ein Nationalpark im Südwesten des australischen Bundesstaates Queensland.

## Lage
Er liegt 912 Kilometer westlich von Brisbane und 110 Kilometer nördlich von Quilpie.
Der schlecht zugängliche Park im Channel Country liegt am Nordwestfuß der Grey Range am Powell Creek, einem linken Nebenfluss des Barcoo River. Die von ihm durchflossene Sandsteinschlucht Hell Hole Gorge (dt.: Höllenlochschlucht) ist die wesentliche Sehenswürdigkeit des Parks.
In der Nachbarschaft liegen die Nationalparks Mariala, Idalia und Welford.

## Zufahrt
Eine unbefestigte Piste von der Thylungra Station an der Diamantina Developmental Road nach Welford Lagoon an der ebenfalls unbefestigten Verbindungsstraße nach Blackall führt zwar bei der Trinidad Station 20 Kilometer westlich des Parks vorbei, aber eine Zufahrt mit dem Auto ist nicht möglich. Es gibt weder angelegte Wege noch Straßen im Park.